# Serbin
Serbin - Сербин (rus) - és un khútor del krai de Krasnodar, a Rússia. Es troba als arrossars del delta del riu Kuban, a la vora dreta del riu, davant de Tikhovski. És a 8 km al sud de Slàviansk-na-Kubani i a 66 km a l'oest de Krasnodar.
Pertany al khútor de Maievski.